# 圣凯波特里约
圣凯波特里约（法語：Saint-Quay-Portrieux，法語發音：[sɛ̃ kɛ pɔʁtʁijø]）是法国阿摩尔滨海省的一个市镇，属于圣布里厄区。

## 地理
圣凯波特里约（48°39'7"N, 2°49'52"W）面积3.87 平方千米，位于法国布列塔尼大區阿摩尔滨海省，该省份为法国西北部沿海省份，位于布列塔尼半岛北部，北濒大西洋英吉利海峡，西接菲尼斯泰尔省，南至莫尔比昂省，东临伊勒-维莱讷省。
与圣凯波特里约接壤的市镇（或旧市镇、城区）包括：普卢朗、滨海比尼克埃塔布勒、特雷沃讷克。

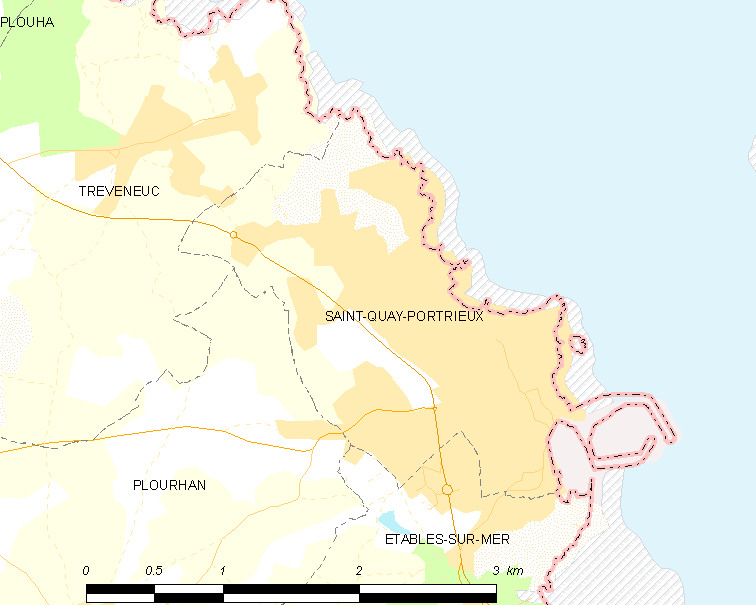
圣凯波特里约的OSM定位图

圣凯波特里约的时区为UTC+01:00、UTC+02:00（夏令时）。

## 行政
圣凯波特里约的邮政编码为22410，INSEE市镇编码为22325。

## 政治
圣凯波特里约所属的省级选区为普卢阿县。

## 人口

1962-2008年间圣凯波特里约人口变化图示

圣凯波特里约于2022年1月1日时的人口数量为3253人。